# Света Марина (Микрос Принос)
Вижте пояснителната страница за други значения на Света Марина.
„Света Марина“ (на гръцки: Ιερός Ναός Αγίας Μαρίνας) е възрожденска православна църква, гробищен храм на село Микрос Принос (Микро Казавити) на остров Тасос, Егейска Македония, Гърция, част от Филипийската, Неаполска и Тасоска епархия на Вселенската патриаршия. Разположена е на малко разстояние западно от селото.
В храма има три надписа. Първият се намира на южната стена, над входа на трема и дава само хронологията – 1858 година. Вторият надпис е вляво от входа в наоса и гласи:
| Текст | Превод |
| --- | --- |
| ΕΚΤΗΣΘΗ ΤΟ ΠΑΡΩΝ ΑΓ. ΚΟΙΜΗΤΗΡΙΟΝ ΤΩΝ ΛΕΙΨΑΝΩΝ ΚΑΙ ΕΠΟΝΟΜΑΣΘΗ ΤΗΣ ΑΓΙΑΣ ΕΝΔΟΞΟΥ ΜΕΓΑΛΟΜΑΡΤΥΡΟΣ ΤΟΥ ΧΡΙΣΤΟΥ ΜΑΡΙΝΗΣ ΔΙΑ ΣΥΝΔΡΟΜΗΣ ΤΟΥ ΕΝΤΙΜΟΥ ΑΝΑΓΝΩΣΤΟΥ ΠΠ ΔΗΜΗΤΡΙ ΟΥ ΚΑΙ ΤΩΝ ΛΟΙΠΩΝ ΕΓΧΩΡΙΩΝ ΔΙΑ ΔΑΠΑ ΝΗΣ ΔΕ ΤΗΣ ΚΑΘΟΛΙΚΗΣ ΕΚΚΛΗΣΙΑΣ ΤΟΥ ΑΓΙΟΥ ΓΕΩΡΓΙΟΥ ΤΗΣ ΑΥΤΗΣ ΧΩΡΑΣ ΠΑΠΑΖ ΜΑ ΧΑΛΕ 1858 ΙΟΥΝΙΟΥ 22. | ИЗГРАДИ СЕ НАСТОЯЩЕТО СВ. ГРОБИЩЕ НА МОЩИ И СЕ НАРЕЧЕ НА СВЕТАТА СЛАВНА ВЕЛИКОМЪЧЕНИЦА ХРИСТОВА МАРИНА С ПОМОЩТА НА ПОЧЕТЕНИЯ АНАГНОСТ ДИМИ ТЪР И НА ОСТАНАЛИТЕ МЕСТНИ ЖИТЕЛИ С РАЗ ХОДИТЕ НА ВСЕЛЕНСКАТА ЦЪРКВА НА СВЕТИ ГЕОРГИ В СЪЩОТО СЕЛО ПАПАЗ МА ХАЛЕ 1858 ЮНИ 22. |

Трети нов надпис в трема гласи: „ΑΝΑΚΑΙΝΙΣΘΗ Ο ΙΕΡΟΣ ΟΥΤΟΣ ΝΑΟΣ ΣΥΝ∆ΡΟΜΗ ΕΥΣΕΒΩΝ ΧΡΙΣΤΙΑΝΩΝ 1990“ (Обнови се светият този храм с помощта на благочестивите християни 1990).
Представлява двуетажна сграда със сводест приземен етаж. Наосът е на втория етаж, издигнат седем стъпала. Сградата е еднокорабна с дървен покрив и трем. Тремът се отделя от южната каменна стена със сводест вход и от женската църква с вид на Г с тесен бордюр. Главният наос има външни размери 4,93 на 8,07 m и площта му е 39,79 m2. Вратата в миналото е била двойна, но вече е единична и е с едно стъпало над трема и наоса. Подът във вътрешността е бил покрит с бели плочи, заменени с нови шистови плочи.
Вътрешността се осветява само от малък двоен прозорец на южната стена. Покрай северната и южната стена има два реда пейки. Иконостасът е нов, дъсчен с две врати. Полукръглата апсида има вентилационен отвор и стига до пода. Протезисът и диакониконът са полукръгли ниши. ПОлукръгла ниша има и на северната стена. Покривът е на четири води с плочи. Отвън е измазана само апсидата.
Храмът изгаря при голям пожар в 1987 година и е възстановен в 1990 година.